# La rosa di Granata
La rosa di Granata è un film muto del 1916 diretto da Emilio Ghione e interpretato da Lina Cavalieri.

## Produzione
Prodotto dalla Tiber Film, nella versione italiana la pellicola durava 6 rulli (1835 metri) mentre, in quella USA era di 5 rulli.

## Distribuzione
Il film venne distribuito in Italia dalla Tiber Film, uscendo nelle sale nel novembre 1916. Negli USA, il film uscì il 29 giugno 1919 distribuito dalla Paramount Pictures.

### Date di uscita
- Italia 	novembre 1916
- Portogallo	7 gennaio 1918, con il titolo Rosa de Granada
- Svezia	21 ottobre 1918, con il titolo Rosen från Granada
- USA 29 giugno 1919, con il titolo The Rose of Granada